# C-VM i håndbold 1978 (mænd)
C-Verdensmesterskabet i håndbold for mænd 1978 var det andet C-VM i håndbold for mænd, og turneringen med deltagelse af ni hold afvikledes i Schweiz i perioden 10. – 18. november 1978. Turneringen fungerede som kvalifikation til B-VM 1979, og holdene spillede om fire ledige pladser ved B-VM.
Turneringen blev vundet af Schweiz, som sammen med Israel, Norge og Østrig kvalificerede sig til B-VM.

## Resultater
De ni deltagende hold var inddelt i tre grupper med tre hold i hver, og i hver gruppe spillede holdene en enkeltturnering alle-mod-alle. De tre gruppevindere og tre -toere gik videre til hovedrunden om placeringerne 1-6.

### Indledende runde

#### Gruppe A
| Dato   | Kamp                  | Res.  | Pause | Spillested |
| ------ | --------------------- | ----- | ----- | ---------- |
| 10.11. | Schweiz – Luxembourg  | 28–10 |       | Worblaufen |
| 11.11. | Portugal – Luxembourg | 25–18 | 12-7  |            |
| 12.11. | Schweiz – Portugal    | 27–19 |       |            |

| Gruppe     | Kampe | Mål   | Point |
| ---------- | ----- | ----- | ----- |
| Schweiz    | 2     | 55-29 | 4     |
| Portugal   | 2     | 44-45 | 2     |
| Luxembourg | 2     | 28-53 | 0     |

#### Gruppe B
| Dato   | Kamp             | Res.  | Pause | Spillested   |
| ------ | ---------------- | ----- | ----- | ------------ |
| 10.11. | Israel – Finland | 22–11 |       | Frauenfeld   |
| 11.11. | Østrig – Finland | 27–22 | 11-80 | Weinfelden   |
| 12.11. | Israel – Østrig  | 17–11 | 7-6   | Bischofszell |

| Gruppe  | Kampe | Mål   | Point |
| ------- | ----- | ----- | ----- |
| Israel  | 2     | 39-22 | 4     |
| Østrig  | 2     | 38-39 | 2     |
| Finland | 2     | 33-49 | 0     |

#### Gruppe C
| Dato   | Kamp               | Res.  | Pause | Spillested |
| ------ | ------------------ | ----- | ----- | ---------- |
| 10.11. | Italien – Færøerne | 16–14 |       | Baden      |
| 11.11. | Norge – Færøerne   | 27–15 | 11-7  | Baden      |
| 12.11. | Norge – Italien    | 21–14 |       | Baden      |

| Gruppe   | Kampe | Mål   | Point |
| -------- | ----- | ----- | ----- |
| Norge    | 2     | 48-29 | 4     |
| Italien  | 2     | 30-35 | 2     |
| Færøerne | 2     | 29-43 | 0     |

### Hovedrunde
I hovedrunden samledes de tre gruppevindere og de tre -toere fra den indledende runde i én gruppe, hvor holdene spillede en enkeltturnering alle-mod-alle. Resultater af indbyrders opgør mellem hold fra samme indledende gruppe, blev overført til hovedrunden.
| Dato   | Kamp               | Res.  | Pause | Spillested   |
| ------ | ------------------ | ----- | ----- | ------------ |
| 14.11. | Schweiz – Italien  | 27–15 | 13-60 | Zofingen     |
| 14.11. | Norge – Østrig     | 21–16 | 12-70 | Baden        |
| 14.11. | Israel – Portugal  | 23–19 | 12-12 |              |
| 15.11. | Portugal – Norge   | 20–16 | 10-80 | Zürich       |
| 15.11. | Østrig – Italien   | 20–16 | 12-70 | Zollikofen   |
| 15.11. | Schweiz – Israel   | 27–20 | 17-70 |              |
| 17.11. | Italien – Portugal | 25–23 |       | Wohlen       |
| 17.11. | Norge – Israel     | 24–22 |       | Urdorf       |
| 17.11. | Schweiz – Østrig   | 20–15 | 12-10 | Bischofszell |
| 18.11. | Schweiz – Norge    | 25–20 |       | Aarau        |
| 18.11. | Israel – Italien   | 26–19 |       | Thalwil      |
| 18.11. | Østrig – Portugal  | 27–25 | 13-12 | Aarau        |

| Gruppe   | Kampe | Mål     | Point |
| -------- | ----- | ------- | ----- |
| Schweiz  | 5     | 126-890 | 10    |
| Israel   | 5     | 108-100 | 6     |
| Norge    | 5     | 102-970 | 6     |
| Østrig   | 5     | 89-99   | 4     |
| Portugal | 5     | 106-118 | 2     |
| Italien  | 5     | 089-117 | 2     |

### Samlet rangering
| Samlet rangering | Samlet rangering |
| ---------------- | ---------------- |
| 1.               | Schweiz          |
| 2.               | Israel           |
| 3.               | Norge            |
| 4.               | Østrig           |
| 5.               | Portugal         |
| 6.               | Italien          |
| 7.               | Færøerne         |
| 8.               | Finland          |
| 9.               | Luxembourg       |